# Claudia Lietz
Claudia Lietz (* 1967 in Berlin) ist eine deutsche Schauspielerin und Sprecherin.

## Leben
Claudia Lietz wurde in 1967 in Berlin-Wilmersdorf geboren und studierte von 1994 bis 1998 an der Hochschule für Schauspielkunst „Ernst Busch“ Berlin. Während ihres Studiums gastierte sie am Berliner Ensemble und am Deutschen Theater Berlin. Nach ihrem Studium ging sie ans Stadttheater Koblenz und wechselte dann zu den freien Kammerspielen Magdeburg.
Seit 2004 arbeitet sie freiberuflich an verschiedenen Theatern, als Film- und Fernsehschauspielerin und Sprecherin. Seit der Spielzeit 2022 ist sie als Schauspielerin beim Theater Traumschüff in Oranienburg zu sehen.
Sie lebt mit ihren Kindern in Berlin.

## Filmografie
- 1998: Wolffs Revier | Regie: Peter Adam | SAT.1
- 2001: Das Babykomplott | Regie: Hans Werner | SAT.1
- 2001: Szenen einer Ehe (HR, Marianne) | Regie: Studentenproduktion | HFF Konrad Wolf
- 2004: Abschnitt40 | Regie: Rolf Wellingerhof | RTL
- 2004: Wahrheit& Lüge (HR, Charlotte) | Regie: Marek Helsner | Kino-Kurzfilm
- 2006: Wege zum Glück | Regie: Gerald Diestl, u. a. | ZDF
- 2008: Das Geständnis (HR, Laura) | Regie: Jan Saßmannshausen | Kurzfilm
- 2010: Alisa Wege zum Glück | Regie: Herbert Wüst | ZDF
- 2010: Katzenzungen| Regie: Leonhard Garner | Kurzfilm
- 2012: Abschied(HR, Caroline) | Regie: Patrick Caputo | Kurzfilm
- 2014: Man muss auch mal schlucken (HR, Marianne) | Regie: Philine Pastenaci |Kurzfilm | AK Ludwigsburg
- 2015: Ein gefährliches Angebot | Regie: Hannu Salonen | ZDF
- 2015: Mila (HR, Felicitas) | Regie: diverse | SAT1
- 2016: Therapie (NR, Karina Lander) | Regie: Felix Charin | Kino
- 2016: Bohemien Browser Ballett | Regie: Christoph Heimer | Produktion: Turbokultur GmbH | Web-Serie
- 2017: Deutschland 3000 (HR, Mutter) | Regie: Max Michel | Turbokultur GmbH | Webserie
- 2017: Ku’damm 59 (NR, Wirtin) | Regie: Sven Bohse | UFA Fiction GmbH | ZDF
- 2017: Ella Schön (NR, Frau Martens) | Regie: Maurica Hübner | Dreamtool Entertainment GmbH | ZDF
- 2018: Aktenzeichen XY ungelöst (NR) | Regie: Bettina Braun | Securitel | ZDF
- 2018: Soko Wismar Der Blindgänger (NR, Christiane Fuchs) | Regie: Sascha Thiel | ZDF
- 2020: Ein Planet verschwindet, Serie (Mamba), Regie: André Siebert / Achtung Berlin Festival
- 2020: Ethno, Serie (Elena), Regie: Marvin Litwak / Rebell Comedy / ARD/WDR
- 2025: Wilsberg: Achtsam bis tödlich  (NR, Renate) | | Regie: Britta Keils | ZDF

## Theater (Auswahl)
- Stadttheater Koblenz (1998–2000)
- Freie Kammerspiele Magdeburg (2001–2005)
- Tribüne Berlin (2010)
- Theater Paderborn (2010–2012)
- Nationaltheater Mannheim (2014–2015)
- Volkstheater Rostock (2014–2016)
- Hans Otto Theater Potsdam (2017–2018)

## Sprechertätigkeiten
- 2009–2015: VoiceOver Ausstellung Haus der Kulturen, diverse Audioguides, Imagefilme
- 2017: WDR Hörspiel „Synapsis“. Rolle: Dr. Timmermann, Regie: Jörg Diernberger
- 2018: btf „trüberbrook“; Indie Game, Rolle: Trude
- Seit 2017 Synchronsprecherin: u. a.
  - „Orange is the New Black“. Rolle: Sally Jo, Studio Hamburg, Regie: Karin Grüger
  - „Transfers“. Rolle: Guru, Studio Hamburg, Regie: Masen Abou-Dakn

Weitere Synchrontätigkeite für:
Arena Synchron, cinephon, Berliner Synchron AG, Christa Kistner, FFS, VSI, Antares, Interopa, TV Synchron